# Alocodesmus dromeus
Alocodesmus dromeus är en mångfotingart som beskrevs av Chamberlin 1922. Alocodesmus dromeus ingår i släktet Alocodesmus och familjen Chelodesmidae. Inga underarter finns listade i Catalogue of Life.